# Johanna Wolf (Sekretärin)
Johanna Wolf (* 1. Juni 1900 in München; † 5. Juni 1985 ebenda) war von 1933 bis 1945 neben Christa Schroeder, Gerda Christian und Traudl Junge eine der vier Sekretärinnen Adolf Hitlers.

## Leben
Johanna Wolf arbeitete nach Volks- und Berufsschulausbildung als Bürokraft in München. Unter anderem war sie von 1922 bis 1928 für den Landtagsabgeordneten Alexander Glaser tätig. Da Glaser sie ab Mai 1928 aus finanziellen Gründen nicht mehr beschäftigen konnte, war sie zunächst arbeitslos und wechselte dann als Sekretärin für den Gau Niederbayern-Oberpfalz zu Gregor Strasser. Ab 1. November 1929 – zum gleichen Zeitpunkt war sie auch in die NSDAP eingetreten – arbeitete sie für Rudolf Heß und ab 1930 auch für Wilhelm Brückner. Nach Hitlers Machtübernahme ging sie nach Berlin, wo sie zunächst in der Kanzlei, später dann auch in der persönlichen Adjutantur Hitlers tätig war. Während des Krieges war sie häufig in den verschiedenen Führerhauptquartieren eingesetzt, fiel jedoch wegen Krankheit des Öfteren aus.
In der Nacht vom 21. auf den 22. April 1945 verließ sie – nach Verabschiedung durch Hitler – mit Christa Schroeder und anderen den Führerbunker in Berlin, reiste via Tempelhof zunächst nach Salzburg und von dort aus nach Obersalzberg, wo sie bis zum 27. April blieb. Da der Berghof in den letzten Kriegstagen von den Alliierten bombardiert wurde, begab sie sich zu ihrer Mutter nach Bad Tölz. Dort wurde sie am 23. Mai vom CIC aufgespürt, verhaftet und in das Lager Augsburg gebracht, wo sie Christa Schroeder wiedersah.
Anfang Januar 1946 gehörte sie neben Walther Darré, Margarete Himmler sowie deren Tochter Gudrun zu 23 Personen, die aus dem Zeugenabteil des Nürnberger Gefängnisses entlassen und von der 3. US-Armee in Gewahrsam genommen wurden.
Nach ihrer Entlassung am 14. Januar 1948 lebte sie zunächst in Kaufbeuren und später bis zu ihrem Tod in München.